# Kammermester
Kammermester (på latin camerarius) var en embedsmand, der havde ansvar for de kongelige finanser, særligt skatkammeret. Embedet omtales i Danmark fra 1100-tallet.
Rane Jonsen (1254-1294) er den mest kendte kammermester. Han blev anklaget for forræderi i forbindelse med mordet på kong Erik Klipping i Finderup Lade i 1286. Året efter blev han erklæret fredløs. 
| Evert Moltke                                                                                  | 1365-1374 |
| Bent Byg Grubbe                                                                               | 1385      |
| Folker Jacobsen Lunge                                                                         | 1387      |
| Erik Bydelsbak (?)                                                                            | 1407-1410 |
| Navne Jensen Gyrstinge (?)                                                                    | 1413-1414 |
| Johannes Petri (?)                                                                            | 1419      |
| Benedikt Pogwisch                                                                             | 1421      |
| Arnold Clementsen                                                                             | 1431      |
| Mogens Gøye                                                                                   | 1437      |
| Christopher Parsberg                                                                          | 1439-1441 |
| Friedrich von Wulfstein                                                                       | 1441      |
| Christopher Parsberg                                                                          | 1443      |
| Friedrich von Kinsberg                                                                        | 1445      |
| Knud Mikkelsen                                                                                | 1445      |
| Christopher Parsberg                                                                          | 1447      |
| Eggert Frille                                                                                 | 1448-1454 |
| Knud Mikkelsen                                                                                | 1459      |
| Cord Cordes                                                                                   | 1460-1463 |
| Niels Eriksen Gyldenstjerne                                                                   | 1466-1469 |
| Peder Dung                                                                                    | 1492      |
| Johannes Laurentii (?)                                                                        | 1501      |
| Kilde: William Christensen: Dansk Statsforvaltning i det 15. Aarhundrede, København 1903/1974 |           |

| Job | Spire Denne artikel om et job eller en stillingsbetegnelse er en spire som bør udbygges. Du er velkommen til at hjælpe Wikipedia ved at udvide den. |